# Piktorializmus
A piktorializmus vagy fotószecesszió egy fotóművészeti irányzat. Neve amerikai eredetű.

## Piktorializmus
Az önálló, más fényképészeti területektől elkülönülő fotóművészet az 1890-es évek elején született meg, a festői (piktorialista) fotográfiával. Ez volt az első olyan irányzat, melynek hívei nem pusztán „szép” (csinos, mutatós, esztétikus stb.) fotót akartak létrehozni, vagy a valóságot minél pontosabban leképezni, hanem fényképeikkel képzőművészeti műalkotást, azaz a festészettel és a grafikával egyenrangú műtárgyat alkotni. A piktorialisták ezért azokat a fotótechnikákat részesítették előnyben, melyek révén alkotásuk nem a „közönséges” fényképre hasonlított, hanem festményre vagy grafikára.
A piktorialista látásmód – szemben a hivatásos fotográfusok és az ambiciózus amatőrök felvételeivel – művészietlennek, túlságosan technikainak érezte az éles képet, s helyette a lágyan rajzoló optika fényszóródásait favorizálta. Ugyancsak a látásmód, a kameraszintaxis megújítását hozta, hogy a fényképezőgépet a korábban műteremben készült témák készítésére kivitték a természetbe, szakítva ezzel a műtermi fotó „hazug, művi” világával. Ehhez persze szükség volt a fényképészet technikai hátterének időközben végbe ment fejlődésére.
A festői fotográfia a hívási technikák megválasztásában is szakított a kor hivatásos és amatőr fotográfiájával. A piktorialista fotóművészek egyik kedvelt fényképkészítési technikája a platinatípia volt, mely a jellegzetes matt felületével és gazdag szürke árnyalataival finom ceruzarajznak néz ki, szemben a fényes felületű és barnás tónusú albuminfényképpel, mely négy évtizedig szinte egyeduralkodó volt a fotográfiában. Sok piktorialista emellett művészi tökélyre vitte az úgynevezett nemes eljárások használatát is, melyek által a fénykép még inkább grafikához vagy festményhez hasonlít.
Az amerikai fotószecesszionisták új vonásokkal gazdagították a piktorializmust. Ők emelték be a fotográfiai témák körébe a vidéki-természeti tájkép urbánus megfelelőjét, a nagyvárosi látképet, és ők vezették be az ún. all-weather photography látásmódját is, tehát azt, hogy ne csak nyáron, napsütésben fényképezzenek, mint az amatőrök, hanem télen, esőben, alkonyatkor és este is. Képeiken megfigyelhető a tradicionális japán képzőművészet hatása. Szintén náluk figyelhető meg legjobban a piktorialista kompozíció egyik legfontosabb eleme: a kép, különösen ha női alakot vagy alakokat ábrázol, egy S-vonal mentén szerveződik. A kígyózó mozgást a piktorialisták – összhangban a szecesszió organikus formákra épülő esztétikájával – nőiesen erotikusnak találták, hasonlóan a kissé félrebillentett fej gesztusához.
Legismertebb amerikai képviselője Alfred Stieglitz – az ő galériájában a fényképek gondosan elrendezve, keretezve és megvilágítva szerepeltek, még a falfestés színét is összhangba hozták a bemutatott műtárgyakkal. Ez komoly különbség volt az amatőr klubok egymás hegyére-hátára hányt fényképeihez képest.

## Képtár

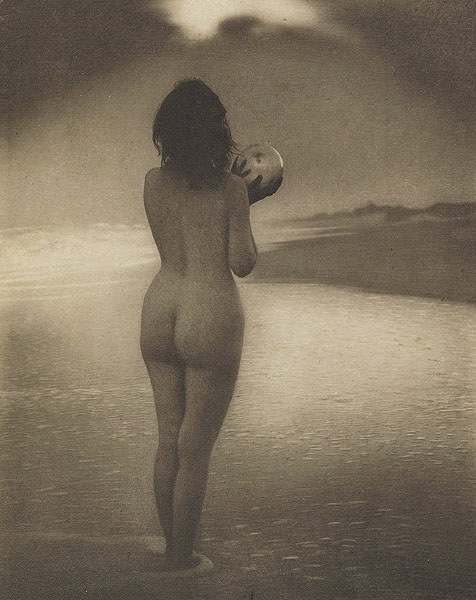
Alice Boughton, Dawn, 1909
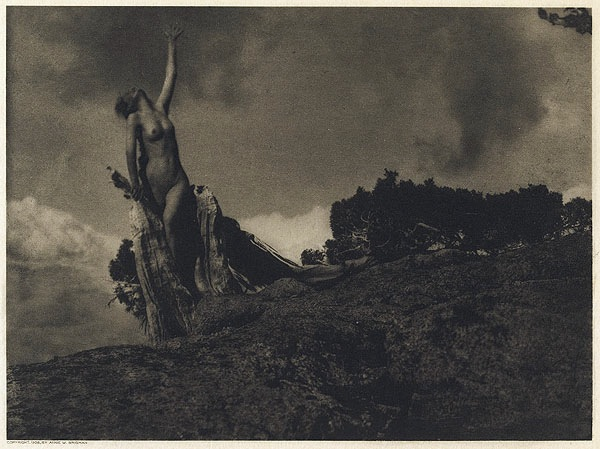
Annie Brigman, Soul of the Blasted Pine, 1908
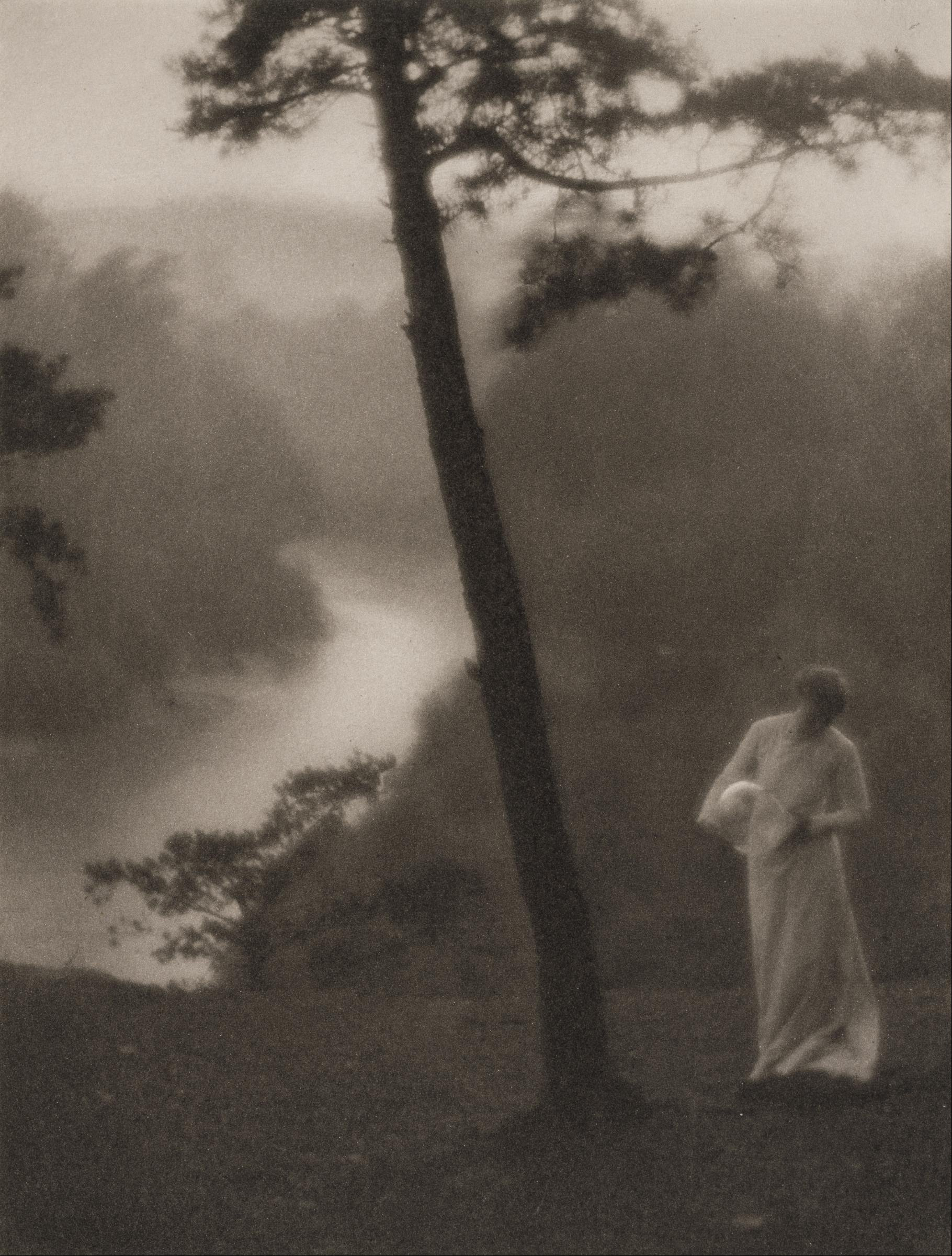
Clarence H. White, Morning, 1908
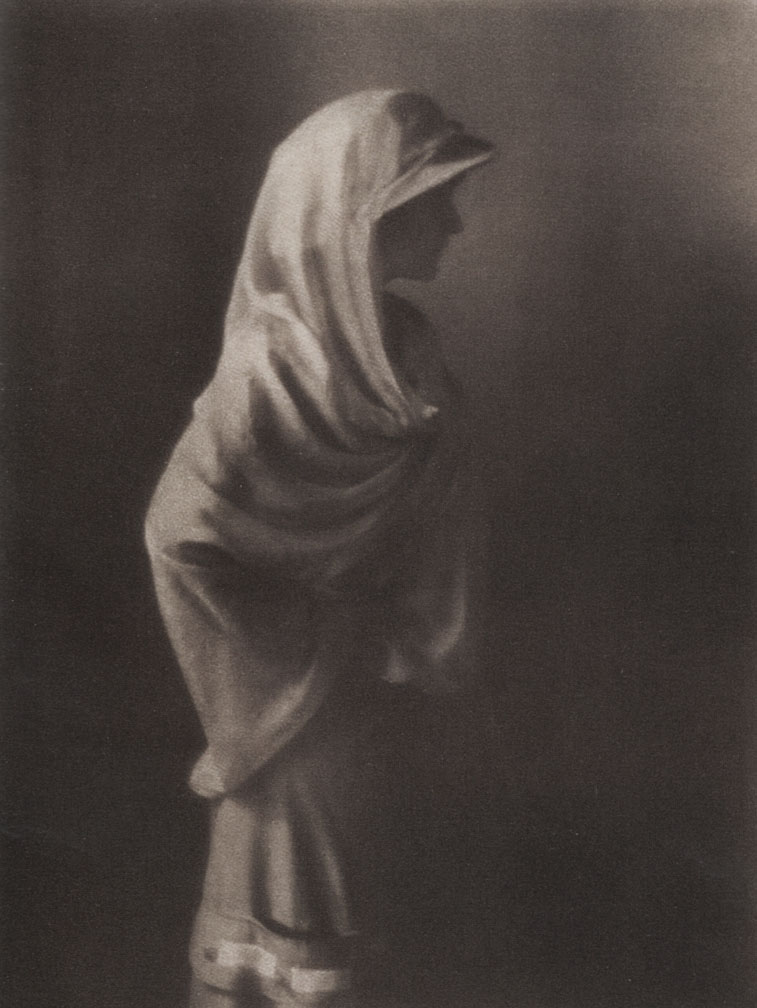
Paul Haviland, Doris Keane, 1912
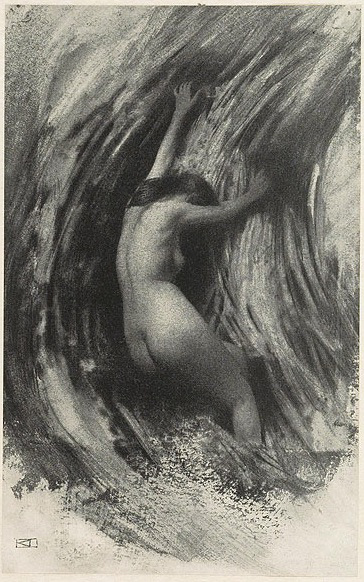
Robert Demachy, Struggle, 1904
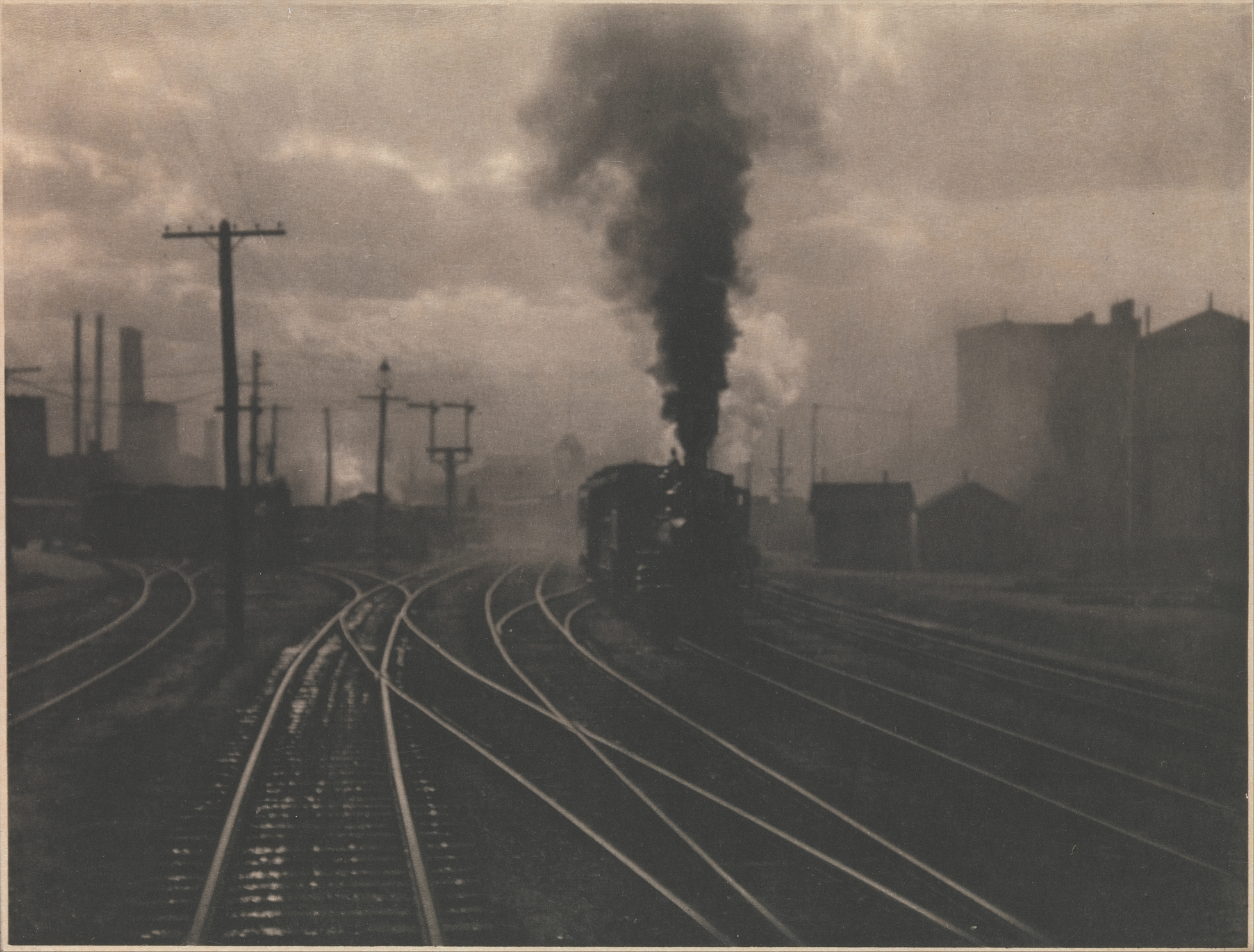
Alfred Stieglitz, The Hand of Man, 1902
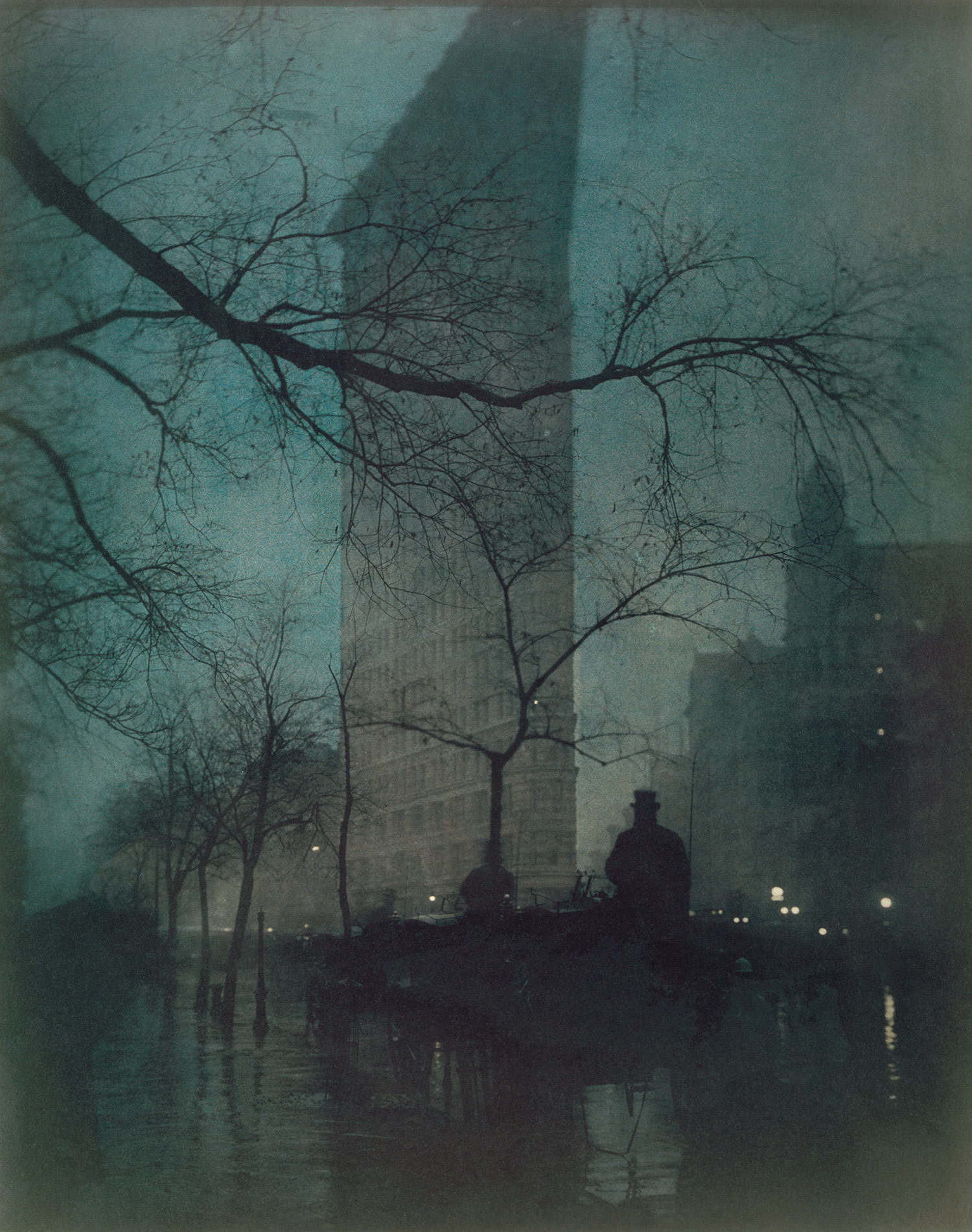
Edward Steichen, Flatiron Building, 1904
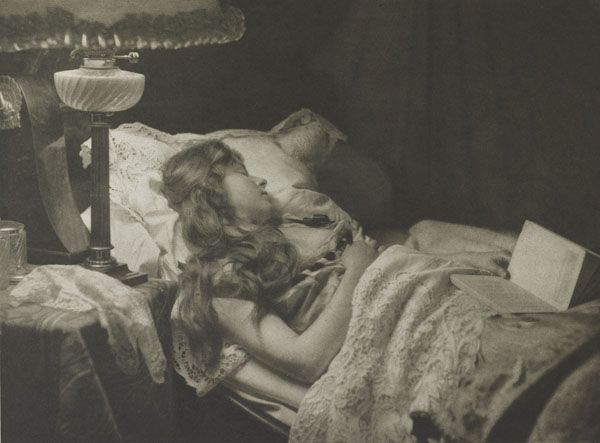
Constant Puyo, Sommeil, 1897
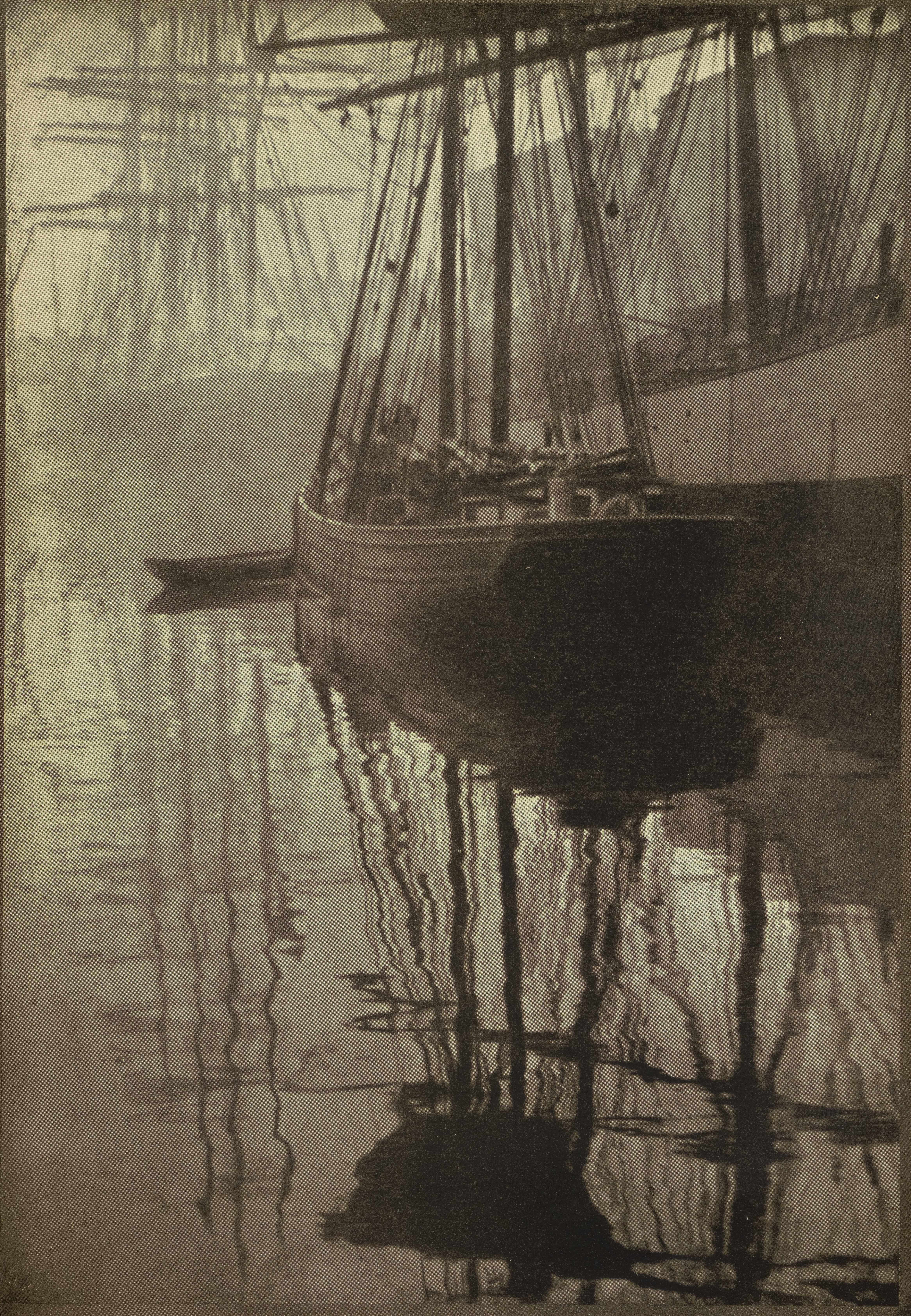
Alvin Langdon Coburn, Spiderwebs, 1908
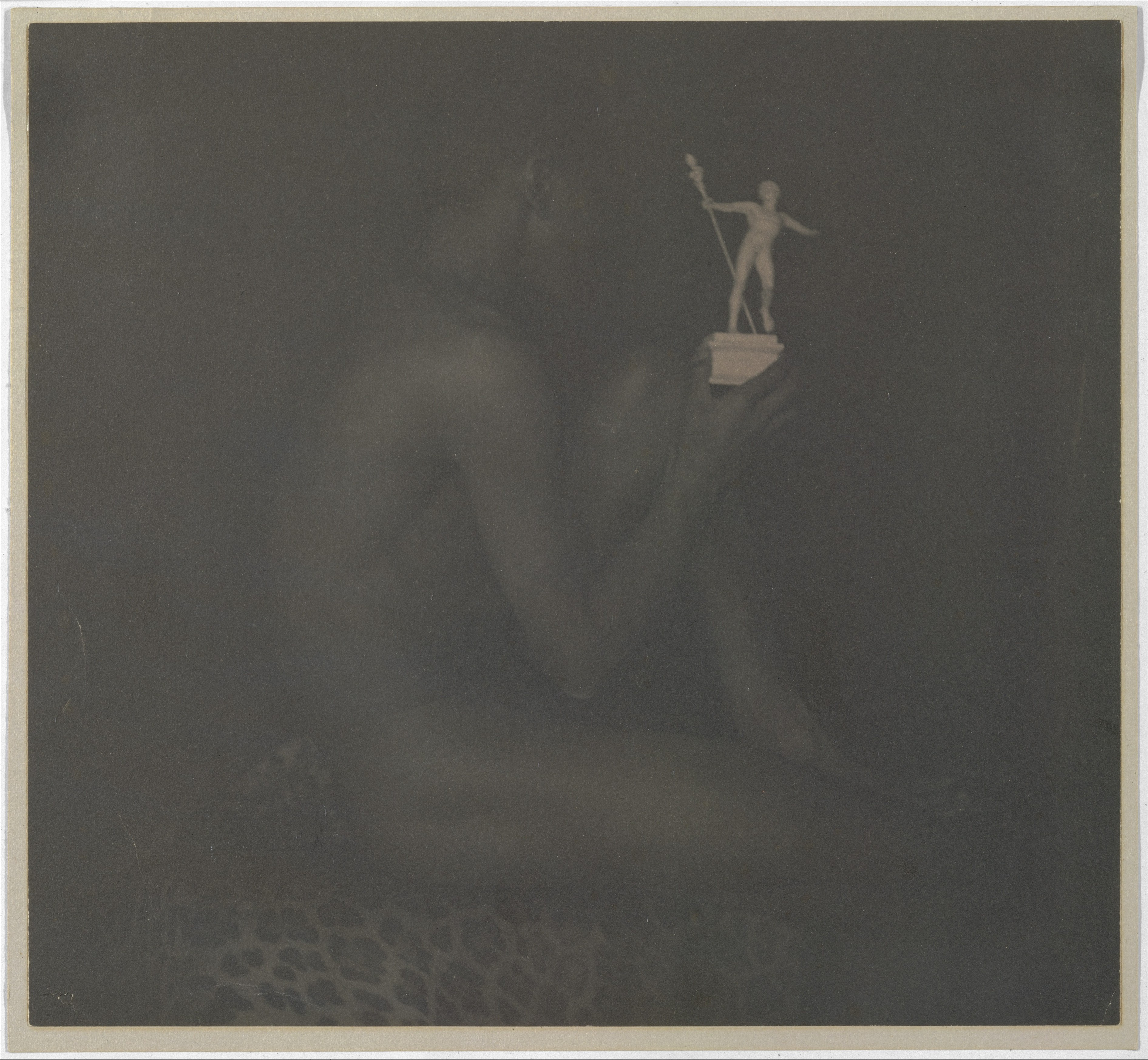
F. Holland Day, Ebony and Ivory, ca.1897
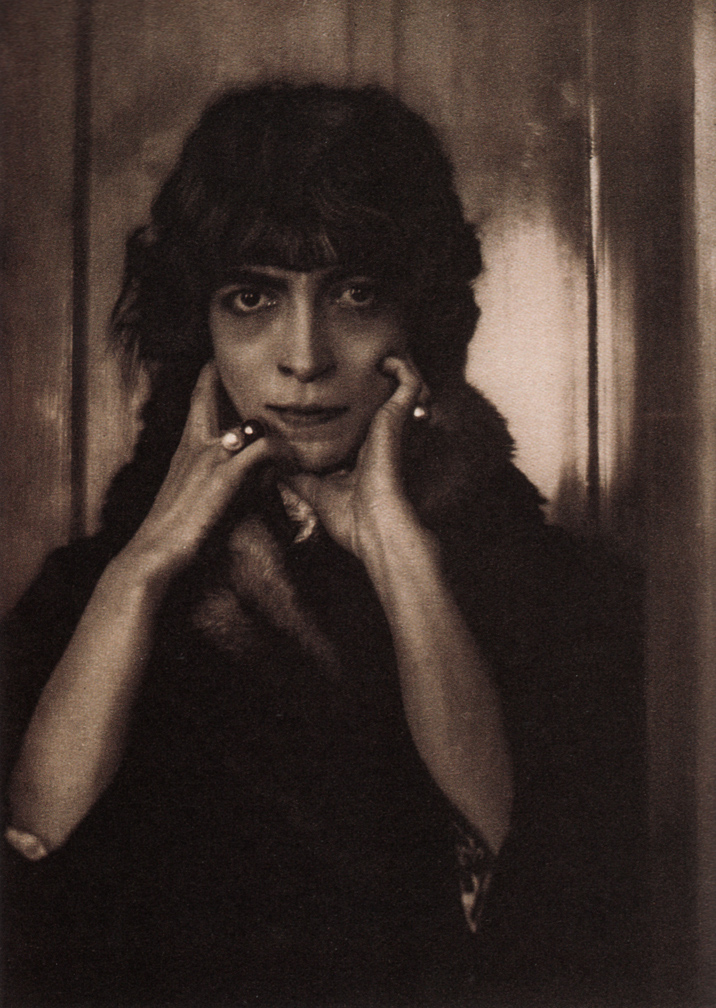
Adolph de Meyer, "Marchesa Casati", 1912
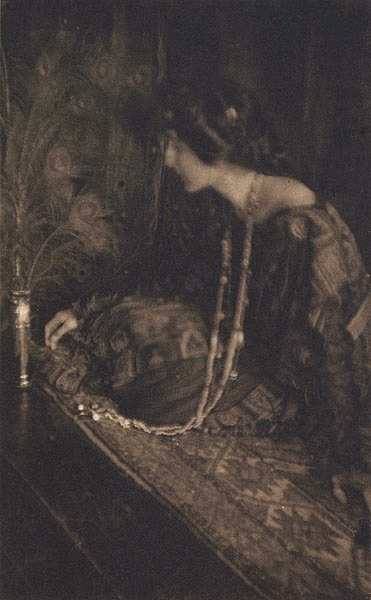
Joseph Keiley, Lenore, 1907
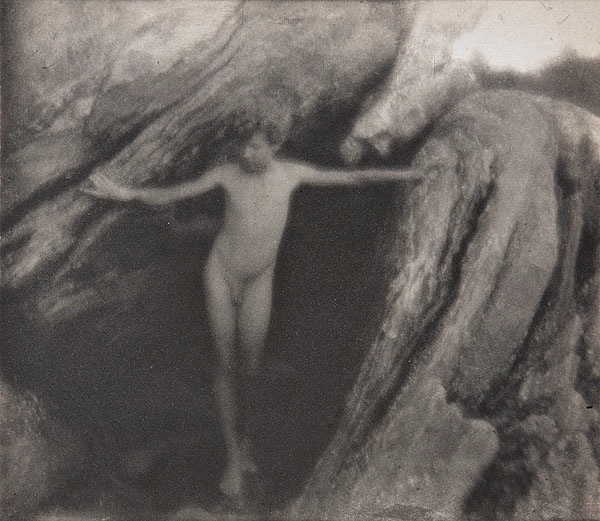
Clarence H. White, Nude, 1908
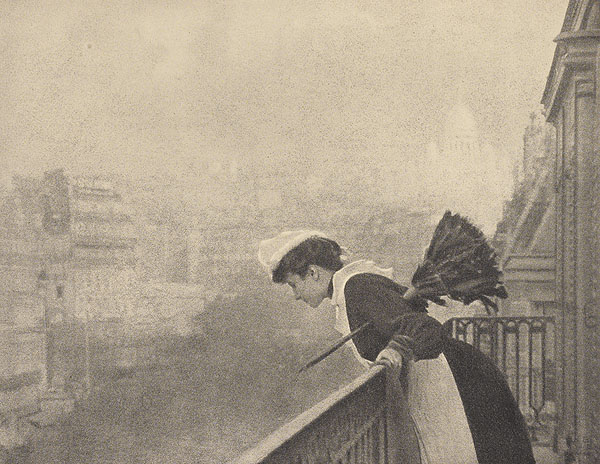
Constant Puyo, Montmartre, 1906
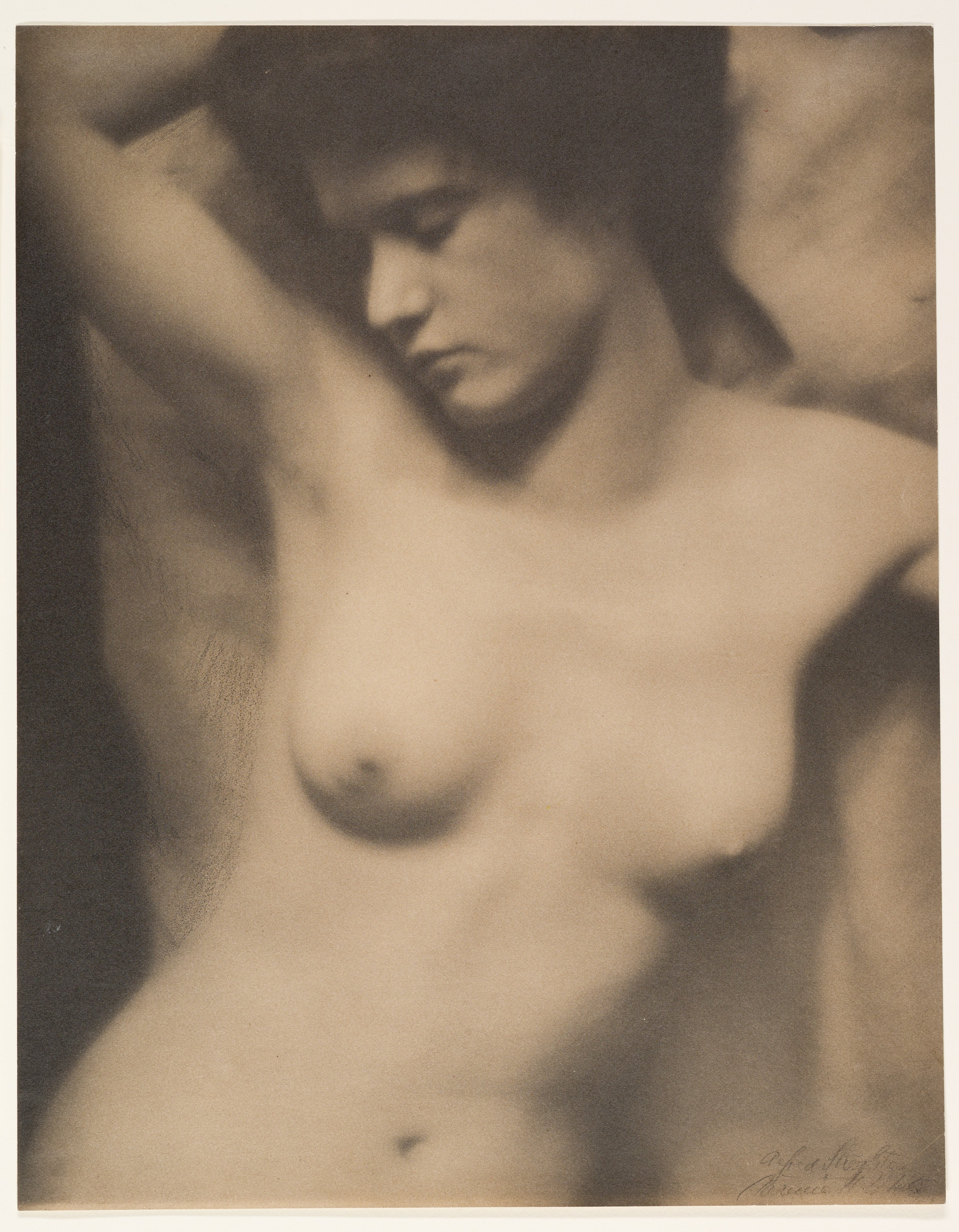
Clarence H. White and Alfred Stieglitz, Torso, 1907
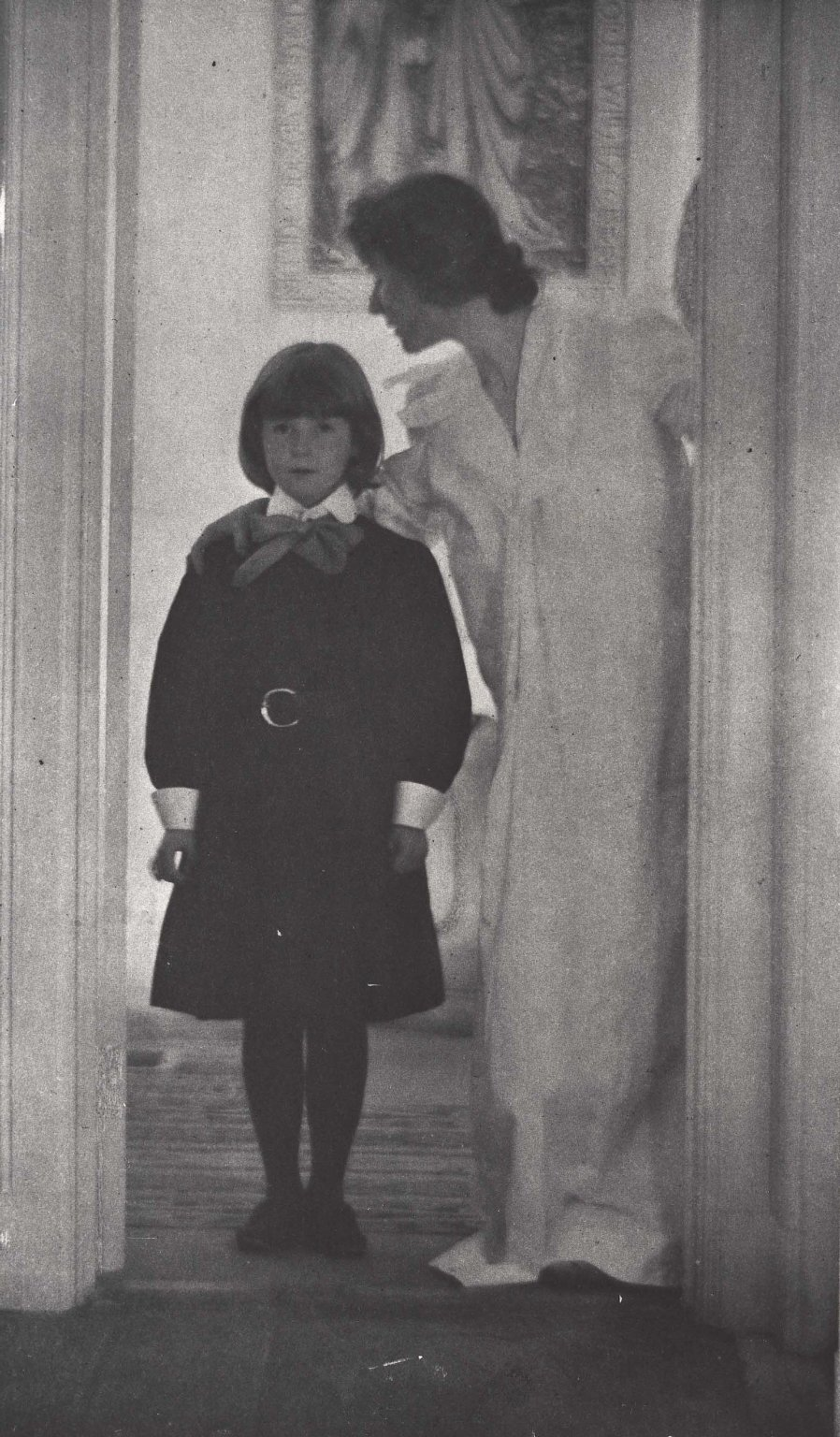
Blessed Art Thou Among Women by Gertrude Käsebier, 1899. Brooklyn Museum